# Ablerus piceipes
Ablerus piceipes är en stekelart som beskrevs av Girault 1913. Ablerus piceipes ingår i släktet Ablerus och familjen växtlussteklar. Inga underarter finns listade i Catalogue of Life.